# Emil Goetze

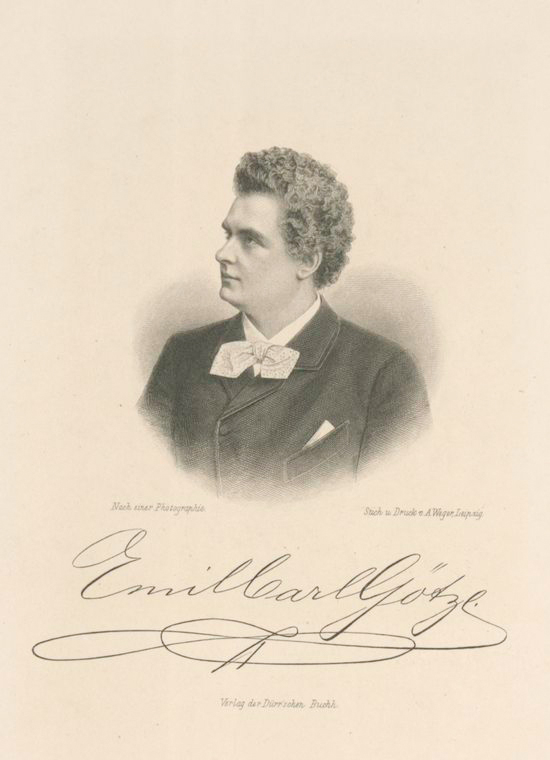
Porträt von Emil Götze (um 1890)

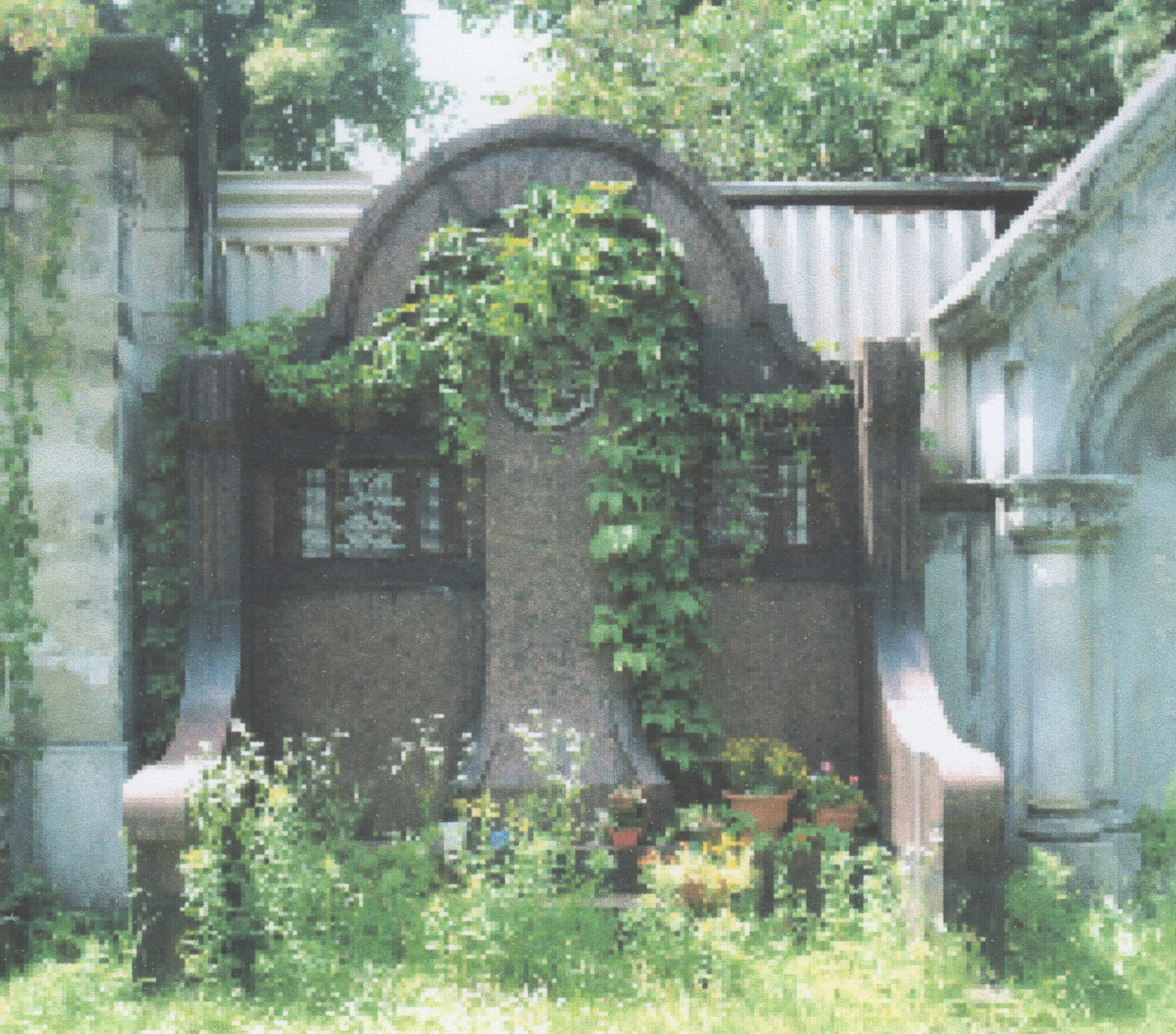
Grabmal von Emil Götze in Berlin

Emil Karl Goetze, auch Emil Götze, (* 19. Juli 1856 in Leipzig, Königreich Sachsen; † 28. September 1901 in Charlottenburg) war ein deutscher Opernsänger (Tenor).

## Leben
Emil Goetze war ein Schüler des Konservatoriums in Dresden, unter anderen erhielt er Unterricht von Gustav Scharfe. Von Oktober 1878 bis 1881 war er am Dresdner Hoftheater engagiert. In der Folge wirkte er dann am Kölner Stadttheater. Von diesem Ausgangspunkt konnte er mit phänomenalem Erfolg an allen größeren deutschen Bühnen gastieren. Goetze war einer der am meisten gefeierten Gesangskünstler, der auch in zahlreichen Gastrollen auf den ersten Bühnen Deutschlands Erfolge erzielte. 1885 zwang ihn ein Halsleiden zu einer längeren Unterbrechung seiner Tätigkeit. Emil Goetze lebte zuletzt als königlich preußischer Kammersänger in Berlin.
Zu seinen Hauptrollen gehörten: Walter von Stolzing in Die Meistersinger von Nürnberg, Lohengrin, Faust, der Prophet, Lyonel (Martha), Max, Raoul (Die Hugenotten) und andere.
Er war Mitglied der Leipziger Freimaurerloge Balduin zur Linde. 